# Malaconothridae
Malaconothridae är en familj av kvalster. Enligt Catalogue of Life ingår Malaconothridae i överfamiljen Crotonioidea, ordningen Sarcoptiformes, klassen spindeldjur, fylumet leddjur och riket djur, men enligt Dyntaxa är tillhörigheten istället ordningen kvalster, klassen spindeldjur, fylumet leddjur och riket djur. Enligt Catalogue of Life omfattar familjen Malaconothridae 144 arter. 
Kladogram enligt Catalogue of Life och Dyntaxa:
| Malaconothridae | \| \| Fossonothrus \| \| \| \| \| \| Malaconothrus \| \| \| \| \| \| Trimalaconothrus \| \| \| \| |
|                 | \| \| Fossonothrus \| \| \| \| \| \| Malaconothrus \| \| \| \| \| \| Trimalaconothrus \| \| \| \| |
|                 | Camisiidae                                                                                        |
|                 |                                                                                                   |
|                 | Crotoniidae                                                                                       |
|                 |                                                                                                   |
|                 | Nothridae                                                                                         |
|                 |                                                                                                   |
|                 | Trhypochthoniidae                                                                                 |
|                 |                                                                                                   |
|                 | Fossonothrus                                                                                      |
|                 |                                                                                                   |
|                 | Malaconothrus                                                                                     |
|                 |                                                                                                   |
|                 | Trimalaconothrus                                                                                  |
|                 |                                                                                                   |

|  | Fossonothrus     |
|  |                  |
|  | Malaconothrus    |
|  |                  |
|  | Trimalaconothrus |
|  |                  |